# Saratou Traoré
Pour les articles homonymes, voir Traoré.
Saratou Traoré, née le 27 septembre 2002 à Nioro-du-Sahel (Mali), est une footballeuse internationale malienne jouant au poste de milieu de terrain à Wuhan Jianghan.

## Biographie

### Carrière en club
Traoré évolue au sein des Super Lionnes d'Hamdallaye au Mali, avec lesquelles elle remporte la Coupe nationale et termine vice-championne du Mali lors de la saison 2020-2021.
En décembre 2021, elle rejoint la Turquie et s'engage avec le Fatih Karagümrük, club nouvellement créé et engagé en Championnat de Turquie féminin. Pour sa première saison (2021-2022), elle inscrit 15 buts en 25 rencontres.
En juillet 2024, elle rejoint le Wuhan Jianghan University tenant du titre du Championnat de Chine féminin de football. Elle participe avec le club à la première édition de l'Ligue des champions féminine de l'AFC, qu'elle remporte.

### Carrière en sélection
À l’âge de 19 ans, Traoré est déjà internationale U20 et compte deux sélections avec l'équipe nationale senior du Mali. En juin 2025, elle est sélectionnée par Mohamed Saloum Houssein pour disputer la Coupe d'Afrique des nations féminine de football 2024. Elle fait ses débuts dans la compétition le 7 juillet 2025, en inscrivant le seul but de la rencontre face à la Tanzanie,.